# Cueva de los Verdes

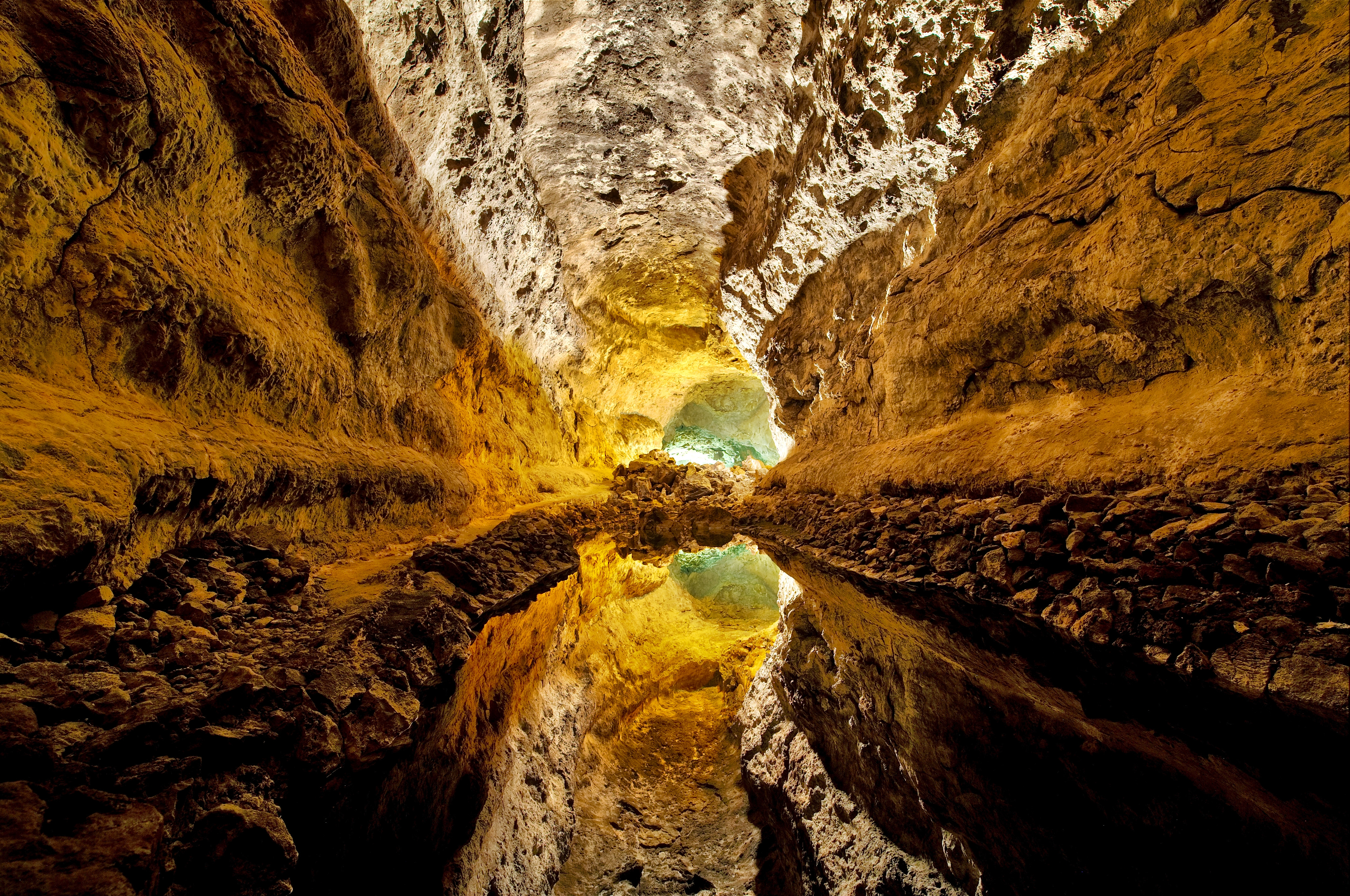
Del av tunneln som speglar sig i vattnet.

Cueva de los Verdes är en tunnel som uppkom i en lavaström på den spanska ön Lanzarote som tillhör Kanarieöarna.
Grottans namn syftar antingen på upptäckaren eller på personer som hade sin bostad nära tunneln. Det står alltså bara indirekt i sammanhang med det spanska ordet verde (grön).
Cueva de los Verdes bildades för 3 000 till 4 500 år sedan under ett utbrott av vulkanen Monte Corona. Lavamassorna som strömmade över vulkanens omgivning stelnade först på ytan och massorna under ytan fortsatte sin rörelse tills en tunnel blev kvar. Vid fler än 20 ställen rasade överytan ihop och där uppkom upp till 20 meter höga schakt, de så kallade Jameos. Som Cueva de los Verdes betecknas bara en liten del av det sju kilometer långa tunnelsystemet. Stora delar av systemet är fortfarande outforskade och mindre än 50 procent är tillgängliga. Under de gångna århundradena sökte öns befolkning skydd i grottorna för pirater.
Två tunnlar som ligger ovanpå varandra är sedan 1964 öppna för allmänheten. Här finns en större sal som ibland används för konserter.